# Grottes de Coreca
 (décembre 2018).
Si vous disposez d'ouvrages ou d'articles de référence ou si vous connaissez des sites web de qualité traitant du thème abordé ici, merci de compléter l'article en donnant les références utiles à sa vérifiabilité et en les liant à la section « Notes et références ».
Les grottes de Coreca sont deux cavités karstiques (Grotta du 'Scuru, cb404, et Gruttuni, cb405) situées le long de la côte tyrrhénienne de la Calabre, près de Coreca dans la commune d'Amantea dans la province de Cosenza.
Les deux entrées sont très proches, à environ dix mètres l'une de l'autre. Autrefois ils étaient au niveau de la mer, alors qu'aujourd'hui ils sont environ 25 m plus haut, placés sur un mur de roche et donc difficiles d'accès. Ils diffèrent par la largeur de l'entrée, qui est large dans le Gruttuni et étroite dans la Grotta du 'Scuru, avec pour conséquence que la première est une grotte relativement légère et la seconde très sombre.
Les deux grottes adjacentes sont importantes d'un point de vue archéologique. En 2012, il a été prouvé (confirmant les érudits piémontais précédents) qu'ils ont été utilisés à la fin de l'âge du bronze (ainsi que dans les périodes postérieures). Les artefacts trouvés (terre cuite, moulins en pierre, galets polis, etc.) étaient assez bien conservés en raison de la difficulté d'accès aux grottes, indiquant une utilisation différente des deux cavités : les Gruttuni étaient utilisés à des fins de logement, tandis que le Scuru était utilisé pour les rites funéraires.

### Lien externe

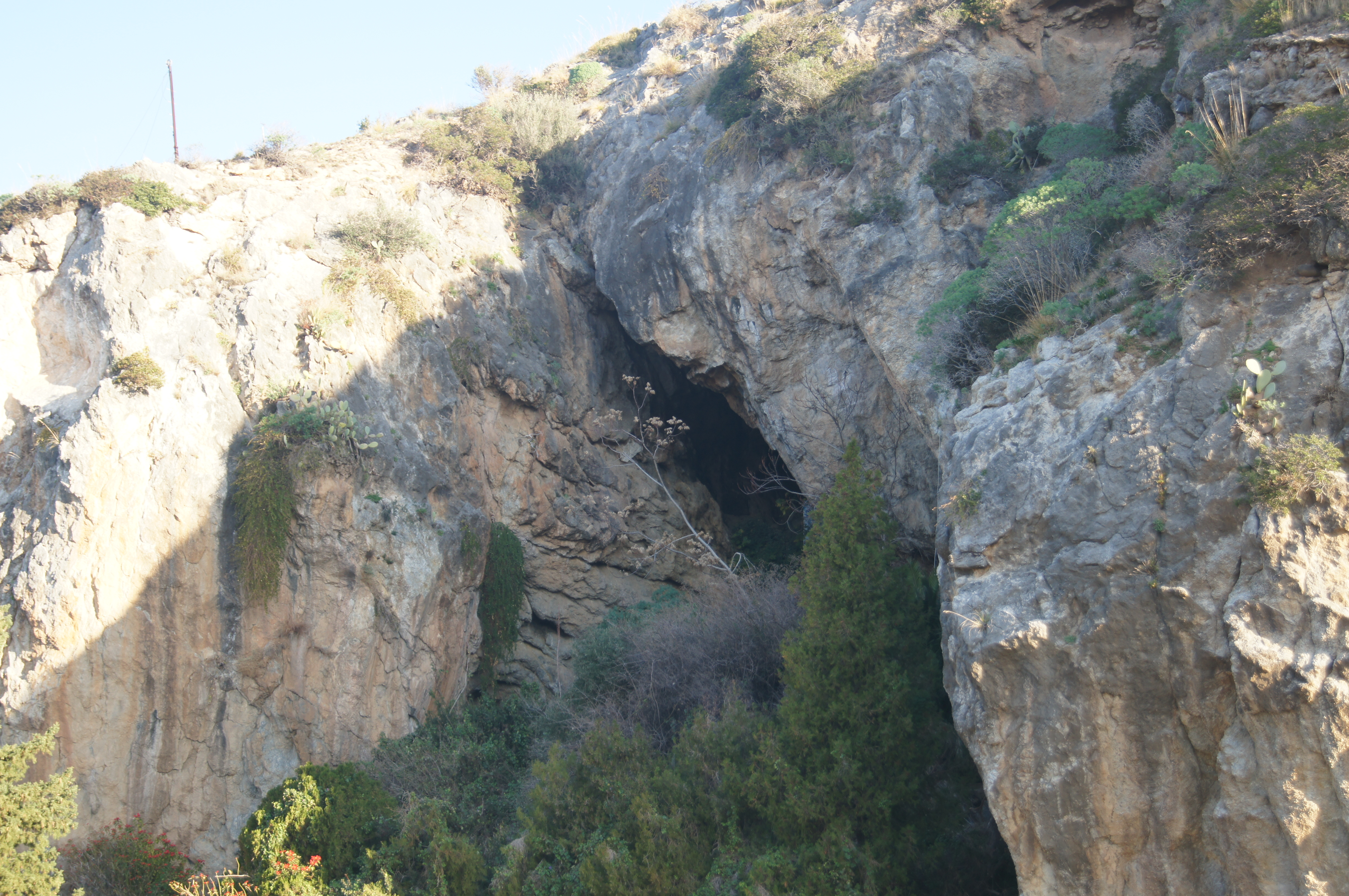
Grotta du Pecuraru.